# Curtiss Aeroplane and Motor Company

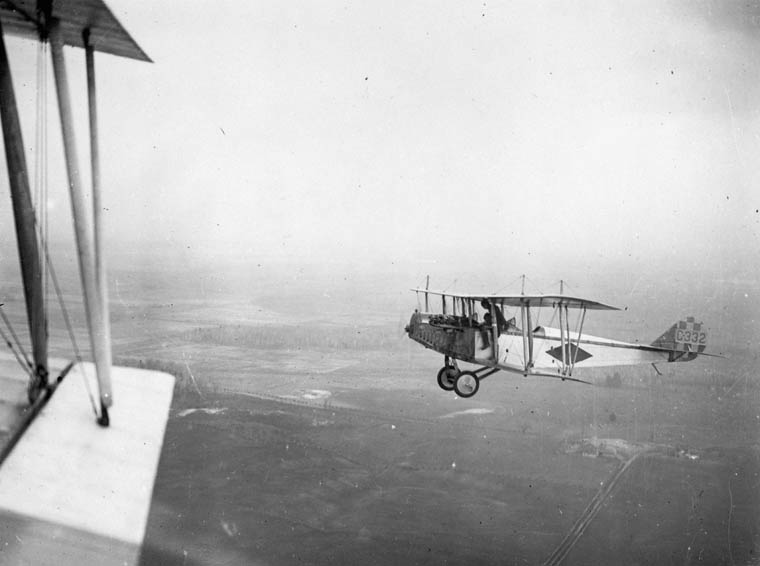
Un Curtiss JN-4 au-dessus de l'Ontario, vers 1918.

La Curtiss Aeroplane and Motor Company est une entreprise américaine de construction aéronautique, fondée en 1916, par Glenn H. Curtiss (1878-1930).

## Histoire
Elle résultait de la fusion de deux sociétés fondées par Glenn H. Curtiss : la Curtiss Aeroplane Company et la Curtiss Motor Company.
La Curtiss Aeroplane and Motor Company fut le principal constructeur aéronautique du monde pendant la Première Guerre mondiale, au cours de laquelle elle produisit
- 2 000 hydravions ;
- 7 000 avions d'entraînement JN-4D « Jenny », un biplan à deux places ;
- plus de 15 000 moteurs.

En 1918, l'entreprise employait 18 000 salariés à Buffalo et 3 000 à Hammondsport, dans l'État de New York.
Parmi les autres appareils remarqués de Curtiss, figurent des hydravions construits pour l'United States Navy, dont le NC-4, le premier hydravion à traverser l'océan Atlantique en 1919.
Le 5 juillet 1929, la Curtiss Aeroplane and Motor Company fusionna avec la Wright Aeronautical Corporation. La nouvelle société prit le nom de Curtiss-Wright Corporation.

## Modèles de Curtiss
L'entreprise Curtiss construisit de nombreux avions dont :
- Curtiss Eagle (en)
- Curtiss Reims Racer
- Curtiss No.1 Gold Bug / Golden Flyer
- Curtiss Hudson Flyer
- Curtiss Model D
- Curtiss Model E
- Curtiss A-1 Triad
- Curtiss Flying Boat Nr.1
- Curtiss Flying Boat Nr.2 Flying Fish
- Curtiss JN-4
- Curtiss Model F
- Curtiss Model 2 / R-2 / R-3 (en)
- Curtiss Model F
- Curtiss N-9
- Curtiss NC
- Curtiss S-3 (en)
- Curtiss S-6 (en)
- Curtiss H.16
- Curtiss GS (en)
- Curtiss CB
- Curtiss HA
- Curtiss HA-2
- Curtiss 18-T (en)
- Curtiss 18-B (en)
- Curtiss-Orenco D
- Curtiss PN-1 (en)
- Curtiss R3C
- Curtiss R-6
- Curtiss PW-8
- Curtiss F4C
- Curtiss F6C Hawk
- Curtiss P-1 Hawk
- Curtiss O-1 / O-39
- Curtiss P-3 Hawk
- Curtiss P-6 Hawk
- Curtiss F7C-1 Seahawk
- Curtiss XB-2 Condor
- Curtiss F8C-1, F8C-3
- Curtiss P-5 Superhawk
- Curtiss XP-10
- Curtiss F8C-4, -5 / O2C-1 Helldiver
- Curtiss XP-17
- Curtiss YP-20
- Curtiss F9C Sparrowhawk / Model 58
- Curtiss A-8 Shrike / Model 59
- Curtiss XP-22 (en)
- Curtiss BT-32 « Condor »
- Curtiss XP-31
- Curtiss XP-23
- Curtiss YA-10
- Curtiss Hawk II
- Curtiss BF2C Goshawk
- Curtiss XF12C
- Curtiss XF13C
- Curtiss F11C « Goshawk »
- Curtiss A-12 Shrike
- Curtiss A-18 Shrike
- Curtiss Model 71 / SOC Seagull
- Curtiss SBC Helldiver
- Curtiss H.75 Hawk
- Curtiss-Wright CW-19 / CW-23 (en)
- Curtiss Model 75 / P-36 Hawk
- Curtiss Hawk III & IV
- Curtiss P-37
- Curtiss P-40 Warhawk
- Curtiss Hawk 75-R
- Curtiss-Wright CW-21
- Curtiss XP-42
- Curtiss Model 82 / SO3C Seamew
- Curtiss SB2C Helldiver
- Curtiss C-46 Commando
- Curtiss-Wright C-76 Caravan
- Curtiss-Wright CW-22 / SNC Falcon
- Curtiss XP-60
- Curtiss XP-46
- Curtiss-Wright CW-25 / AT-9 Jeep
- Curtiss-Wright CW-24 / XP-55 Ascender
- Curtiss XF14C
- Curtiss XP-62
- Curtiss SC Seahawk
- Curtiss YP-60E
- Curtiss XBTC / Curtiss XBT2C
- Curtiss XF15C
- Curtiss XF-87

## Sources
- (en) Glenn H. Curtiss Museum à Hammondsport.
- (en) Histoire de la Curtiss Company.